# Lagúna-köd
A Lagúna-köd (Messier 8, NGC 6523) egy hatalmas kiterjedésű, csillagközi gázfelhő (diffúz köd) a Nyilas csillagképben. A gázfelhőt a belsejében található fiatal, forró csillagok világítják meg, szabad szemmel is látható csillagképződési hely. A távcsővel látható sötét sávok miatt kapta a nevét. A gázfelhőn belüli csillagok legfényesebbje az 5,9 magnitudós 9 Sagittarii.
A Lagúna-köd a legtöbb csillagközi ködhöz hasonlóan élénk (piros, rózsaszín, esetleg lila) színben jelenik meg a hosszú expozíciós idejű asztrofotókon, de a távcsöveken át szürkés, elmosódott felhőnek látszik, mivel az emberi szem nem képes érzékelni a gyenge fény színét. A fényes emissziós köd előterében jól látszanak a sötét felhőpamacsok, az ún. Bok-globulák.

## Megfigyelése
A Nyilas csillagképben található, a nyári égbolt kis távcsövekkel is megfigyelhető látványossága.
- Rektaszcenzió: 18h 03m 42s
- Deklináció: -24° 23′ 0"
- Látszólagos fényesség: 5,0m
- Látszólagos kiterjedés: a megfigyelés módjától függően 60'-35' x 40'-25'

A Messier-maraton során az M20 diffúz köd után és az M28 gömbhalmaz előtt érdemes felkeresni. Mindhárom objektum a Nyilas csillagképben található.